# Hans Hofmann (Architekt)

Hans Hofmann

Hans Hofmann (* 8. April 1897 in Zürich; † 25. Dezember 1957 ebenda) war ein Schweizer Architekt und Hochschullehrer der ETH Zürich.

## Leben
Hans Hofmann, Kaufmannssohn, verlebte seine Kindheit in Zürich. Nach der Matura am Realgymnasium 1917 begann er zunächst an der Universität ein Medizinstudium, das er nach einem Semester abbrach, und ebenso ein Studium an der Kunstgewerbeschule. 1918–1922 folgte ein Architekturstudium an der ETH mit Diplom bei Karl Moser, ein Auslandssemester hörte er bei Paul Bonatz an der Technischen Hochschule Stuttgart. Nach einer Anstellung in Berlin (1922–1925) bei Mebes & Emmerich eröffnete er 1925 ein Architekturbüro in Zürich. Im Jahr 1928 ging er eine Partnerschaft mit Adolf Kellermüller ein, die Partnerschaft Kellermüller & Hofmann in Winterthur bestand bis 1941. Von 1937 bis 1939 war er Chefarchitekt der Schweizerischen Landesausstellung 1939 in Zürich und war für die Koordination von gut zwei Dutzend Architekturbüros zuständig.
Im Jahr 1939 wurde er Ehrenmitglied der Architectural Association London. Die Universität Zürich verlieh ihm 1940 die Ehrendoktorwürde. 1941 erhielt er einen Ruf als Professor für Architektur und Entwerfen an der ETH Zürich. In der Folge gab er die Bürogemeinschaft mit Kellermüller auf und konzentrierte sich auf seine Lehrtätigkeit; erst Ende der 1940er Jahre und dann vermehrt in den 1950er Jahren hatte er wieder grössere Bauprojekte. Zu seinen Studierenden gehörten unter anderem Monica Brügger und Titta Carloni.

## Werk
Das Büro der beiden Partner erarbeitete sich schnell einen Ruf im Siedlungsbau, sei es mit den beiden Winterthurer Siedlungen Talacker und Frauenfelderstrasse, sei es auch mit Musterhäusern der Moderne wie zur Wohnkolonie Eglisee anlässlich der WOBA in Basel 1930 oder dem Wettbewerbsgewinn für die Musterhäuser in Zürich 1929 (ausgeführt wurden die Rotachhäuser von Max Ernst Haefeli). Gleichzeitig entwickelte sich Hofmann in eigenen Projekten auch früh zum Spezialisten für Ausstellungsarchitektur, die Schweizer Ausstellungsgestaltung an der Weltausstellung Barcelona 1929 zeugt davon. Neben mehreren weiteren grossen Landesausstellungen kulminierte diese Tätigkeit in seiner Ernennung zum Chefarchitekten der Schweizer Landesausstellung 1939.

## Werkauswahl
Hans Hofmann
- Musterhäuser an der Wasserwerkstr. Zürich 1927 (Wettbewerb 1. Preis, nicht ausgeführt)
- Schweizer Abteilung der PRESSA, Köln 1928
- Schweizer Abteilung der Exposició Internacional de Barcelona 1929
- Gustav-Adolf-Gedächtniskirche, Schweinfurt 1929
- Schweizer Abteilung der Weltausstellung Lüttich 1930
- Schweizer Abteilung der Weltausstellung Brüssel 1935
- Schweizer Landesausstellung, Zürich 1939. Chefarchitekt und Höhenstrasse der linksufrigen Ausstellung
- MUBA, Messebauten für die Mustermesse Basel 1949–1954
- Rundhofhalle der MUBA, Basel 1953–1954
- Laufwasserkraftwerk, Birsfelden 1953–1954
- Verwaltungsgebäude der Aluminium-Industrie-Aktiengesellschaft, Zürich 1955–1956
- Clubhaus der Schweizerischen Rückversicherungsgesellschaft, Zürich 1955–1957
- Thomaskirche im Gut, Reformierte Kirche, Zürich 1957–1961 (postum)
- Schweizer Botschaft, Bangkok 1956–1961 (postum)
- Schweizer Botschaft, Neu-Delhi 1957–1963 (postum)

Kellermüller & Hofmann
- Siedlung Stadtrain, Winterthur, 1928–1943
- Laubenganghaus, Siedlung Eglisee, Wohnungsbauausstellung Basel (WOBA), 1930
- Kreuzreihenhäuser der Heimstättengenossenschaft, Winterthur 1929–1931
- Kindergartenhaus Wiedikon und Mietshäuser ABZ Zurlindenstrasse, Zürich, 1931–1932
- Wohnkolonie Waidfussweg, Zürich, 1934–1936
- Volkshaus, Winterthur, 1937–1938
- First Church of Christ Scientist, Zürich, 1937–1938
- Gewerbeschule, Winterthur, 1948–1949

## Belege
1. ↑  Carmelia Maissen: Bauen für die Gemeinschaft. Über das Churer Schulhaus Otto Barblan von Monica Brügger. In: e-periodica. Abgerufen am 22. April 2021 (deutsch).
2. ↑  N.N.: Die Schweizer Abteilung der internationalen Ausstellung Barcelona 1929. In: Das Werk. Band 16, Nr. 8, 1929, S. 344–349, doi:10.5169/seals-15997.
3. ↑  Die Fachzeitschrift Werk widmet der Ausstellung fast die gesamten Hefte eines halben Jahres: Das Werk. Band 26, 5 bis 11, 1939 (e-periodica.ch).

| Personendaten    | Personendaten                           |
| ---------------- | --------------------------------------- |
| NAME             | Hofmann, Hans                           |
| KURZBESCHREIBUNG | Schweizer Architekt und Hochschullehrer |
| GEBURTSDATUM     | 8. April 1897                           |
| GEBURTSORT       | Zürich                                  |
| STERBEDATUM      | 25. Dezember 1957                       |
| STERBEORT        | Zürich                                  |